# St Philip's Domkirke (Birmingham)
St Philip's Domkirke (engelsk: Cathedral Church of Saint Philip) er en domkirke i Birmingham, England. Den blev opført i 1715 som en sognekirke i barok stil.
Kirken ligger på Colmore Row i det centrale Birmingham (City and metropolitan borough).
I 1905 blev kirken ophøjet til domkirke i det nyligt oprettede Birmingham bispedømme.